# アン＝マーグレット・フライ
アン＝マーグレット・フライ＝カーク（スウェーデン語: Ann-Margreth Frei, Frei-Käck、1942年3月20日 - ）は、スウェーデン、カルマル市出身のフィギュアスケート選手（女子シングル）。
1964年インスブルックオリンピックスウェーデン代表。北欧選手権2連覇（1963年-1964年）。

## 主な戦績
| 大会/年            | 1961-62 | 1962-63 | 1963-64 |
| ------------------ | ------- | ------- | ------- |
| オリンピック       |         |         | 21      |
| 世界選手権         | 17      | 16      | 20      |
| 欧州選手権         | 15      | 12      | 13      |
| スウェーデン選手権 | 1       | 1       | 1       |
| 北欧選手権         | 2       | 1       | 1       |